# Ty Glaser
Ty Glaser (* 12. November 1982 in Southampton, Hampshire, England) ist eine britische Schauspielerin.

## Leben
Glaser wuchs in Highcliffe-On-Sea in Dorset als Tochter der Krankenschwester Cathy Glaser und des Fotografen Peter Glaser auf. Sie ist das mittlere Kind von drei Kindern. Schon in jungen Jahren war sie von Musik und Tanz fasziniert und besuchte ab ihrem 16. Lebensjahr für drei Jahre die Northern Ballet School in Manchester. Während ihrer dortigen Zeit entdeckte der australische Regisseur und Drehbuchautor John Duigan sie und bot ihr eine Rolle in seinem nächsten Spielfilm an. Nach ihrem Abschluss an der Northern Ballet School zog Glaser nach London und unterschrieb bei ihrer Schauspielagentin.
2010 gab sie ihr Theaterdebüt in David Hares The Blue Room und spielte in Tis Pity She's a Whore im West Yorkshire Playhouse und als Titelrolle in Yerma bei The Hull Truck und Notting Hill Tor Theater. Bereits Anfang der 2000er Jahre debütierte sie als Filmschauspielerin. 2004 war sie in insgesamt zehn Episoden der Fernsehserie Top Buzzer zu sehen. 2005 wirkte sie als Libby Charles in der Fernsehserie Emmerdale mit. Eine weitere längerfristige Serienrolle hatte sie 2013 als Gemma Wilde in 37 Episoden der Fernsehserie Holby City. Neben Episodenrollen in verschiedenen Fernsehserien war sie auch immer wieder in Spielfilmen wie Psychosis im Jahr 2010 oder in Eliminators aus dem Jahr 2016 zu sehen.

## Filmografie
- 2003: Unfair (Kurzfilm)
- 2004: Caught in the Act (Fernsehfilm)
- 2004: The Life and Death of Peter Sellers
- 2004: Top Buzzer (Fernsehserie, 10 Episoden)
- 2005: The Murder Room (Mini-Serie, 2 Episoden)
- 2005: Down to Earth (Fernsehserie, Episode 5x06)
- 2005: Emmerdale (Fernsehserie, 29 Episoden)
- 2005: E=mc²: Einsteins große Idee (E=mc²) (Fernsehfilm)
- 2006: Go My Way (Kurzfilm)
- 2006: Bikini-Blitzkrieg, Part One: Dance Domination
- 2006: Bobby Moore: The Untold Story (Fernsehfilm)
- 2007: My Family (Fernsehserie, Episode 7x07)
- 2007: The Time of Your Life (Mini-Serie, Episode 1x04)
- 2007: The Bill (Fernsehserie, Episode 23x69)
- 2008: Hotel Babylon (Fernsehserie, Episode 3x06)
- 2008: Bones – Die Knochenjägerin (Bones) (Fernsehserie, Episode 4x01)
- 2008: The IT Crowd (Fernsehserie, Episode 3x06)
- 2009: It’s Alive
- 2009: Casualty (Fernsehserie, 2 Episoden)
- 2010: Above Suspicion (Fernsehserie, 3 Episoden)
- 2010: If You See Her, Say Hello (Kurzfilm)
- 2010: Dappers (Fernsehserie, Pilotfolge)
- 2010: Psychosis
- 2010: The Lizard Boy (Kurzfilm)
- 2011: Geständnisse einer Edelhure (Secret Diary of a Call Girl) (Fernsehserie, Episode 4x05)
- 2011: The Engagement
- 2012: Hard Boiled Sweets
- 2012: Rosamunde Pilcher: In der Mitte eines Lebens (Fernsehfilm)
- 2013: Rosamunde Pilcher: Eine Frage der Ehre (Fernsehfilm)
- 2013: The Hummingbird (Kurzfilm)
- 2013: Holby City (Fernsehserie, 37 Episoden)
- 2015: Fingers (Kurzfilm)
- 2015: Synchronicity (Kurzfilm)
- 2015: Luck
- 2016: The Jason Philips Show (Mini-Serie, 2 Episoden)
- 2016: The Interrogation of Olivia Donovan (Kurzfilm)
- 2016: Eliminators
- 2016: Ghosted (Kurzfilm)
- 2018: Father Brown (Fernsehserie, Episode 6x09)
- 2018: Anemone (Kurzfilm)
- 2019: Ackley Bridge (Fernsehserie, 5 Episoden)
- 2019: Deep Cuts (Fernsehserie, 2 Episoden)